# デイジー・ラック
『デイジー・ラック』は、海野つなみによる日本の漫画作品。『Kiss Carnival』『Kiss』（講談社）にて2000年から2001年に連載され、講談社コミックスKissより単行本が刊行された。全2巻。30歳を目前にしてそれぞれ人生の転機を迎えた幼なじみ4人の女の友情を、オムニバス形式で描く。
NHK総合テレビ「ドラマ10」にて2018年4月にテレビドラマ化された。

## 概要
作者の20代の代表作にしたいとの意気込みで連載が開始され、『Kiss Carnival』での連載が人気を博して『Kiss』本誌へ連載が移行したが、アンケート結果が悪くこれからというところで連載打ち切りとなった。
しかし、主人公たちと同世代の女性を中心に共感や支持を集め、2014年開催の海野つなみデビュー25周年記念イベント「海野つなみ漫画家生活25周年記念お茶会」では「ファンが選ぶいちばん好きな海野作品」第1位に選出、テレビドラマ化を控えた2018年2月には新装版が刊行されている。
作者自身にとっても思い入れの強い作品であり、2018年のテレビドラマ化にあたり、自身の公式サイトやTwitterを通じて「自分の中でも大事な話なので、ドラマ化されて嬉しい」「1度は打ち切りになった作品が、17年たってこうして日の目を浴びる日がこようとは… 胸熱であります。続けて来てよかったです」などのコメントを寄せている。

## 登場人物
岩代 えみ
主婦。
山城 楓
宝石店勤務.
周防 薫
高級エステ企画。
讃岐 ミチル
鞄職人。

## 書誌情報
- 海野つなみ『デイジー・ラック』講談社（KC Kiss）、全2巻
  1. 2001年3月9日発売、ISBN 4-06-325931-5
  2. 2002年5月10日発売、ISBN 4-06-325986-2
- 海野つなみ『新装版 デイジー・ラック』講談社（KC Kiss）、全2巻
  1. 2018年2月13日発売、ISBN 978-4-06-511277-9[5]
  2. 2018年2月13日発売、ISBN 978-4-06-511278-6[5]

## テレビドラマ
NHK総合「ドラマ10」枠にて2018年4月20日から6月22日まで放送された。連続10回。主演は佐々木希で、第1子を懐妊し同年秋に出産を控える中で主演を務めた。
エンディングで出演者が主題歌のCrystal Kay「幸せって。」にあわせてゆったりと踊るダンスが「ゆるカワ」などとして話題を呼んだ。

### キャスト

#### 主要人物
山城 楓（やましろ かえで）〈29〉
演 - 佐々木希（幼少：植原星空）
ジュエリーショップ勤務。職と恋人を失い、パン職人を目指す。
周防 薫（すおう かおる）〈29〉
演 - 夏菜（幼少：豊嶋花）
エステサロンの営業職。
讃岐 ミチル（さぬき ミチル）〈29〉
演 - 中川翔子（幼少：根本真陽）
フリーの鞄職人。
岩代 えみ（いわしろ えみ）〈29〉
演 - 徳永えり（幼少：竹内天音）
新婚の専業主婦。

#### その他
安芸 開人（あき かいと）〈29〉
演 - 鈴木伸之
ヨーロッパ帰りのパン職人。「北村ベーカリー」の楓の教育係。
大和 孝一郎（やまと こういちろう）〈35〉
演 - 桐山漣
薫のライバル会社の営業担当。
周防 貴大（すおう たかひろ）〈27〉
演 - 磯村勇斗
薫の実弟。出版社勤務。情報誌のライターとして映画コーナーを担当する。
岩代 隆（いわしろ たかし）〈41〉
演 - 長谷川朝晴
えみの夫。会社員。
津幡 章生（つばた あきお）〈24〉
演 - 矢野聖人
「北村ベーカリー」の従業員。
箱崎 るり（はこざき るり）〈21〉
演 - 井上苑子
「北村ベーカリー」のアルバイト。
清水 浩太（しみず こうた）〈30〉
演 - 浅香航大
楓の元恋人。大手企業勤務の会社員。
牧村 真司（まきむら しんじ）〈27〉
演 - 栁俊太郎
薫の元恋人。大学生。
高桑 瑞枝（たかくわ みずえ）〈38〉
演 - MEGUMI
薫の上司。高級エステサロンのオーナー。
松下 リエコ（まつした リエコ）〈30〉
演 - 芦名星
「北村ベーカリー」の箱入り娘。旧姓北村。安芸の元恋人。
北村 万里江（きたむら まりえ）〈53〉
演 - とよた真帆
「北村ベーカリー」店主の妻。
北村 等（きたむら ひとし）〈55〉
演 - 小林隆
「北村ベーカリー」店主。
山城 遼子（やましろ りょうこ）〈56〉
演 - 片平なぎさ
楓の母。
三好 佐和子（みよし さわこ）
演 - 末永遥
大和の元妻。
岩代 志摩子（いわしろ しまこ）
演 - 大島蓉子
隆の母。
岩代 正太郎（いわしろ しょうたろう）
演 - 九十九一
隆の父。
多胡 裕也（たご ゆうや）
演 - 川久保拓司
えみの先輩。
小野 和也
演 - 津村和幸
チェルシー・ニコル・カートマン
演 - ナタリー・エモンズ
鶴じい
演 - マイク眞木
「鶴亀革具店」の職人。
亀じい
演 - 樋浦勉
「鶴亀革具店」の職人。

### スタッフ
- 原作 - 海野つなみ
- 脚本 - 横田理恵、山岡潤平
- 音楽 - Evan Call、日向萌
- 主題歌 - Crystal Kay「幸せって。」
- 演出 - 木下高男、都築淳一、小山田雅和、淵上正人（共同テレビジョン）
- 制作統括 - 谷口卓敬（NHK）、芳川茜（共同テレビジョン）
- 制作・著作 - NHK、共同テレビジョン

### 放送日程
| 放送回 | 放送日  | ラテ欄                 | 脚本     | 演出       |
| ------ | ------- | ---------------------- | -------- | ---------- |
| 第1回  | 4月20日 | 30歳の幸せ、探します!  | 横田理恵 | 木下高男   |
| 第2回  | 4月27日 | パン屋は嵐の予感       | 横田理恵 | 木下高男   |
| 第3回  | 5月04日 | 彼には大切な人がいて   | 横田理恵 | 都築淳一   |
| 第4回  | 5月11日 | 片思いが始まる時       | 横田理恵 | 木下高男   |
| 第5回  | 5月18日 | デート決定!恋が動く    | 山岡潤平 | 都築淳一   |
| 第6回  | 5月25日 | 好きでいても、大丈夫?  | 横田理恵 | 小山田雅和 |
| 第7回  | 6月01日 | それぞれの恋の曲がり角 | 山岡潤平 | 木下高男   |
| 第8回  | 6月08日 | 30歳、ひとりの誕生日   | 横田理恵 | 淵上正人   |
| 第9回  | 6月15日 | ついにふたりは恋人に!  | 山岡潤平 | 小山田雅和 |
| 最終回 | 6月22日 | 恋、仕事、四人の結論   | 横田理恵 | 木下高男   |

### 関連商品
サウンドトラック
- Evan Call 日向萌『NHKドラマ10「デイジー・ラック」オリジナル・サウンドトラック』（2018年6月13日、バップ、VPCD-86202）

| NHK総合 ドラマ10                      | NHK総合 ドラマ10                             | NHK総合 ドラマ10                           |
| 前番組                                | 番組名                                       | 次番組                                     |
| ------------------------------------- | -------------------------------------------- | ------------------------------------------ |
| 女子的生活 （2018年1月5日 - 1月26日） | デイジー・ラック （2018年4月20日 - 6月22日） | 透明なゆりかご （2018年7月20日 - 9月21日） |